# Horné Hámre
Horné Hámre (bis 1948 slowakisch „Horné Hámry“; deutsch Oberhammer, ungarisch Felsőhámor) ist eine Gemeinde in der Mittelslowakei mit 690 Einwohnern (Stand 31. Dezember 2024), die zum Okres Žarnovica, einem Kreis des Banskobystrický kraj, gehört.

## Geographie
Die Gemeinde befindet sich zwischen den Gebirgen Pohronský Inovec und Vtáčnik im Tal des Flüsschens Kľak, am Zusammenfluss mit dem Bach Pílanský potok. Das Ortszentrum liegt auf einer Höhe von 272 m n.m. und ist drei Kilometer von Žarnovica sowie 13 Kilometer von Nová Baňa entfernt.
Nachbargemeinden sind Hrabičov im Norden, Žarnovica im Osten, Nová Baňa im Süden, Malá Lehota im Westen und Župkov im Nordwesten.

## Geschichte
Horné Hámre wurde zum ersten Mal 1391 als Hamor schriftlich erwähnt, damals als Teil des Herrschaftsgebiets der Burg Revište. Gegen Ende des 15. Jahrhunderts hatte die Ortschaft 55 versteuerte Häuser; die Einwohner waren ursprünglich Holzfäller und Köhler, später Bergleute und insbesondere Verarbeiter der in den umliegenden, damals niederungarischen Bergstädten gewonnener Erze. Nach dem Aussterben des Geschlechts Dóczy im 17. Jahrhundert stand der Ort unter der Verwaltung der Schemnitzer Bergkammer.
1601 standen im Dorf eine Mühle und 68 Häuser, im Jahr 1720 hatte die Ortschaft vier Mühlen und 43 Steuerpflichtige, 1828 zählte man 83 Häuser und 569 Einwohner.
Bis 1918 gehörte der im Komitat Barsch liegende Ort zum Königreich Ungarn und kam danach zur Tschechoslowakei beziehungsweise heute Slowakei.

## Bevölkerung
| Jahr                | 1994 | 2004    | 2014    | 2024    |
| ------------------- | ---- | ------- | ------- | ------- |
| Anzahl der Personen | 687  | 663     | 632     | 690     |
| Unterschied         |      | −3,49 % | −4,67 % | +9,17 % |

| Jahr                | 2023 | 2024    |
| ------------------- | ---- | ------- |
| Anzahl der Personen | 684  | 690     |
| Unterschied         |      | +0,87 % |

Gemäß der Volkszählung 2011 wohnten in Horné Hámre 633 Einwohner, davon 611 Slowaken und 3 Magyaren. 17 Einwohner machten keine Angabe zur Ethnie.
540 Einwohner bekannten sich zur römisch-katholischen Kirche, 56 Einwohner waren konfessionslos und bei 37 Einwohnern wurde die Konfession nicht ermittelt.

## Bauwerke
- römisch-katholische Martinskirche im Barockstil aus dem Jahr 1671, 1734 umgebaut
- Kapelle der Jungfrau Maria von Lourdes aus dem Jahr 1896